# 石田清茂
石田 清茂（いしだ きよしげ、1923年（大正12年）12月29日 - 1994年（平成6年）8月9日）は、昭和から平成時代の政治家。奈良県香芝市長。

## 経歴
奈良県北葛城郡五位堂村(現香芝市)出身。五位堂高等小学校卒業。
1947年（昭和22年）五位堂村役場に奉職し、1956年（昭和31年）町村合併で香芝町となり同町役場に勤務。1976年（昭和51年）総務部長、1978年（昭和53年）収入役、1982年（昭和57年）助役を経て、1984年（昭和59年）より香芝町長。1991年（平成3年）市制施行に伴い香芝市長となった。
1992年（平成4年）引退。